# 主任無線従事者
主任無線従事者（しゅにんむせんじゅうじしゃ）は、無線局の無線設備の操作の監督を行う者である。

## 定義
電波法第39条第1項に「無線局（アマチュア無線局を除く。）の無線設備の操作の監督を行う者」と規定している。

## 概要
1990年（平成2年）の電波法改正の施行

により、アマチュア無線局やモールス符号による無線電信、遭難通信、緊急通信、安全通信などの一部例外を除き、無線従事者でなくとも無線設備を操作できることが規定された。
この無資格者による操作を監督する無線従事者が主任無線従事者であり、一部例外を除き総務省令無線従事者規則に規定する主任無線従事者講習を受講しなければならない。
また、無線局の免許人、登録人又は登録局の使用者は主任無線従事者を選解任したときは、総務大臣に届け出なければならない。
非適格事由
電波法施行規則第34条の3により、アマチュア無線技士以外の無線従事者で、次の1から3までに掲げる事由に該当しない者でなければならない。 
1. 電波法第9章に定める罪を犯し罰金以上の刑に処せられその執行を終わり又はその執行を受けることがなくなった日から2年を経過していない者。 
2. 電波法に違反した等の理由により無線通信の業務に従事することを停止され、その処分の期間が終了した日から3ヶ月を経過していない者。 
3. 主任無線従事者として選任される日以前5年間において無線局（主任無線従事者の選任を要する無線局でアマチュア局以外のものに限る。）の無線設備の操作又はその監督の業務に従事した期間が3ヶ月に満たない者。 
職務
電波法施行規則第34条の5による。
1. 主任無線従事者の監督を受けて無線設備の操作を行う者に対する訓練（実習を含む。）の計画を立案し、実施すること
2 .無線設備の機器の点検若しくは保守を行い、又はその監督を行うこと
3. 無線業務日誌その他の書類を作成し、又はその作成を監督すること（記載された事項に関し必要な措置をとることを含む。）
4. 主任無線従事者の職務を遂行するために必要な事項に関し免許人又は登録局の登録人以外の使用者に対して意見を述べること
5. その他無線局の無線設備の操作の監督に関し必要と認められる事項
主任無線従事者の講習を要しない無線局
電波法施行規則第34条の6による。
1. 特定船舶局
2. 簡易無線局
3. 前二号に掲げるもののほか、別に告示するもの
これに基づく告示

にある次の無線局
1. 国際航海に従事しない船舶の無線航行移動局で、無線機器型式検定規則による型式検定に合格したレーダー又は総務大臣が別に定める型式のレーダーを使用するもの
2. 同一の主任無線従事者が複数の無線局に選任されている場合、空中線電力が最大の無線局（同一の空中線電力のものが複数あるときは、そのいずれか一つ）以外の無線局

講習の期間
電波法施行規則第34条の7による。
1. 主任無線従事者を選任されたときは、選任の日から6ヶ月以内
2. 前回の講習を受けた日から5年以内
3. 船舶が航行中であるとき、その他の場合で別に告示するもの
これに基づく告示

による次の場合
1. 船舶又は航空機の無線局の主任無線従事者が船舶又は航空機の航行中に期間を満了したときは、その航行において最初にその船舶又は航空機が日本国内の目的地に到着した日から3ヶ月以内に講習を受けることができる。
2. 主任無線従事者が解任された日から1ヶ月以内（船舶局に従事していた主任無線従事者のときは、解任されてから6ヶ月以内）に元の無線局の免許人、登録人又は登録局の使用者に属する別の無線局に選任されたときは、直近の講習を受けた日から3年以内に受講することができる。
3. 6ヶ月以内に船舶に開設する無線局の主任無線従事者として選任される予定の無線従事者は、あらかじめ講習を受けることができる。

無線設備の操作の監督の三要素
無線設備の操作の監督にあたっては、次の三要素が必須とされる。
1. 臨場性　無資格者が行っている無線設備の操作の状況を適切に把握できる状態
2. 指示可能性　無線設備の操作を行っている無資格者に対して、適時、適切な指示を行い得る状態
3. 継続性　主任無線従事者と監督を受ける無資格者が当該無線局の業務に継続的に従事し、教育・訓練の機会が確保されていること

## 講習
本講習を電波法第39条の2第1項では単に「講習」と規定しているが、無線従事者規則第70条では「主任講習」と規定している。
これは認定講習課程による「認定講習」と混同しないようにするためである。
区分
無線従事者規則第70条により、次の通り区分される。
- 海上主任講習　海岸局、船舶局、海岸地球局、船舶地球局その他船舶の航行の安全に密接な関係のある通信を行う無線局に選任される主任無線従事者を対象
- 航空主任講習　航空局、航空機局、航空地球局、航空機地球局その他航空機の航行の安全に密接な関係のある通信を行う無線局に選任される主任無線従事者を対象
- 陸上主任講習　上記に規定する無線局以外の無線局に選任される主任無線従事者を対象

実施者
電波法第39条の2第5項第1号により、総務大臣の指定を受けた一般社団法人又は一般財団法人でなければ講習を実施できない。
- 日本無線協会が6月・10月・2月の年3回（平成28年度より本部では5月・8月・11月・2月の年4回）、本支部で実施する。

eラーニングによる講習ができる。
講習時間
無線従事者規則第71条第1項に基づく別表第24号による。
| 区分                                               | 科目                                     | 時間数 |
| -------------------------------------------------- | ---------------------------------------- | ------ |
| 海上主任講習                                       | 法規 無線設備の操作の監督 最新の無線工学 | 6時間  |
| 航空主任講習                                       | 法規 無線設備の操作の監督 最新の無線工学 | 6時間  |
| 陸上主任講習                                       | 法規 無線設備の操作の監督 最新の無線工学 | 6時間  |
| 無線従事者規則に科目毎の時間数は規定されていない。 |                                          |        |

修了した者には、主任無線従事者講習修了証が交付される。
講習手数料
2020年（令和2年）4月1日以降、21,500円

## 沿革
1990年（平成2年）
- 制度化[1]された。講習の間隔は、前回の講習を受けた日から3年以内[5]であった。
- 日本無線協会が講習機関に指定[6]された。

2013年（平成25年）
- 講習の間隔は、前回の講習を受けた日から5年以内[7]となった。
- eラーニングによる講習ができること[8]となった。